# Кропивник (Калуська міська громада)
Кропи́вник — село Калуського району Івано-Франківської області. Входить до складу Калуської міської громади.

## Історія
4 січня 1670 року калуський староста Ян Собеський, «бажаючи якнайбільше прибутків та доходів Його Королівській Величності примножнити через закладення сіл на новому корені», надав Кузю (Кузьмі) Зваришовому дозвіл заснувати в урочищі Кропивник однойменне поселення. При цьому Кузь отримав від Яна четвертину поля в новому селі разом з тими ж свободами, «якими всі привілейовані князі насолоджуються» (без уточнення). Кузеві було дозволено звести млин на ріці Кропивник, а також корчму. Термін волі для села склав 8 років. 
У 1880 році було 1233 мешканці (обряду греко-католицького), при церкві була школа — постійна однокласна.
У 1939 році в селі проживало 2270 мешканців, з них 2180 українців, 70 поляків (прибули на працю на тартаку в 1930-х роках), і 20 євреїв. Село належало до ґміни Голинь Калуського повіту Станиславівського воєводства.
У ході Другої світової війни молодь вивезли на примусові роботи до Німеччини. Дві третини села було спалено польськими відділами Вермахту під час Другої світової війни, село пограбоване, вбито багато мирних жителів. У квітні 1944 року окружною боївкою разом з відділом «Гайдамаки» здійснено ліквідацію мазурської колонії у Кропивнику, в ході якої ліквідовано 20 осіб і спалено колонію і будівлі ТЕСПу. Причиною акції було гніздування польської боївки і провідника ПОНВУ на Підкарпатті Левицького.

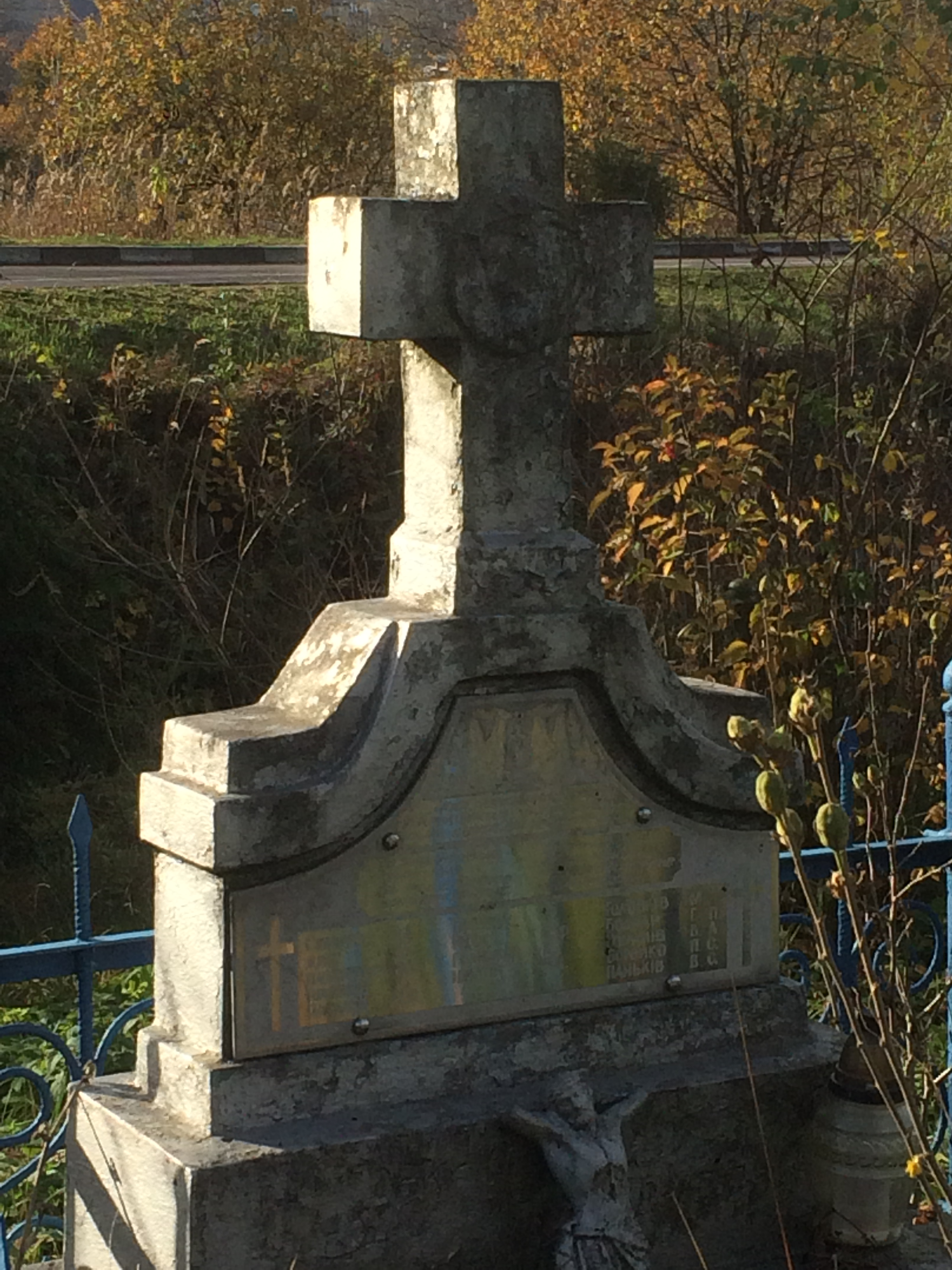
Братська могила жителів Кропивника в Калуші
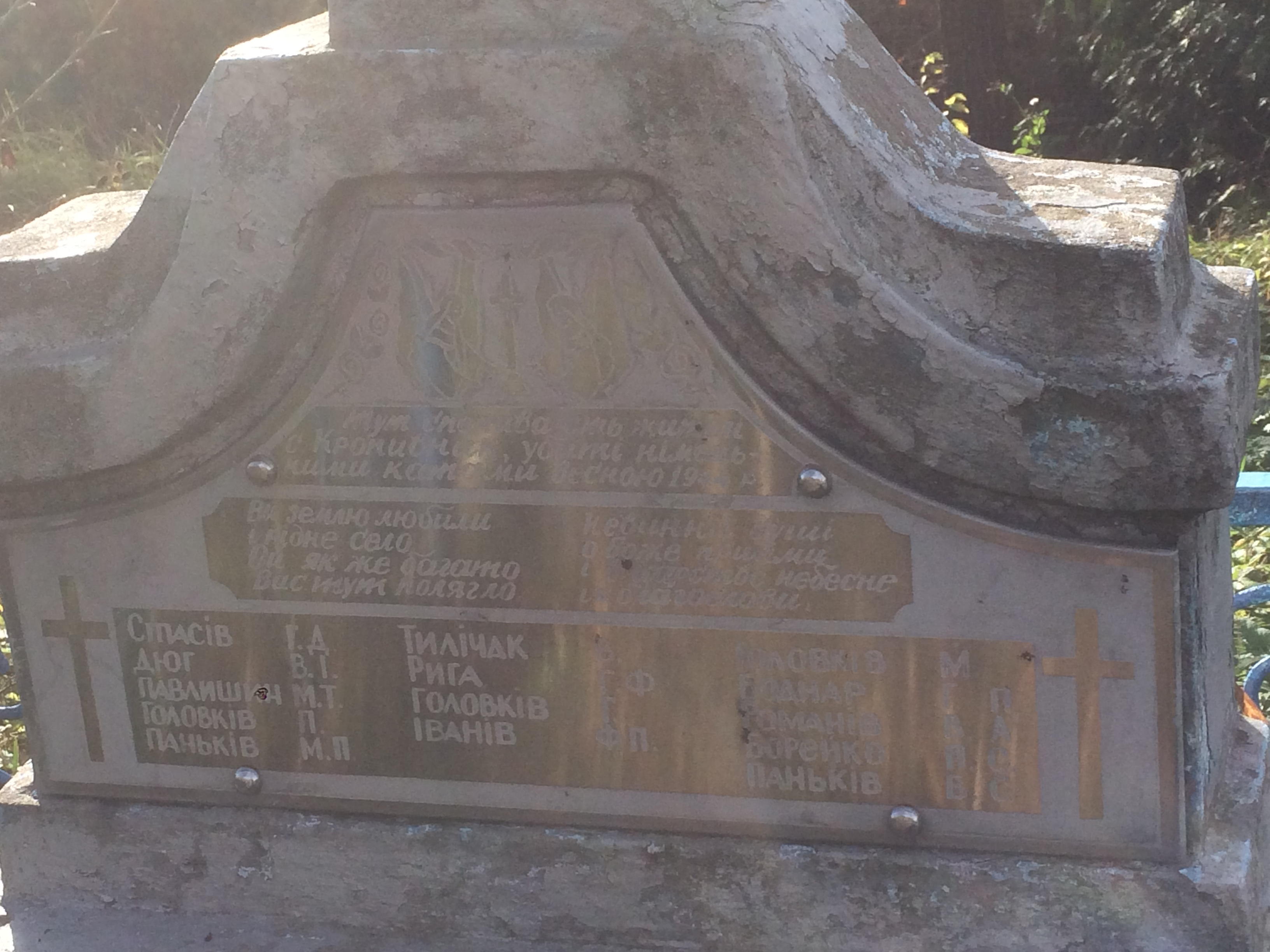
Фрагмент братської могили
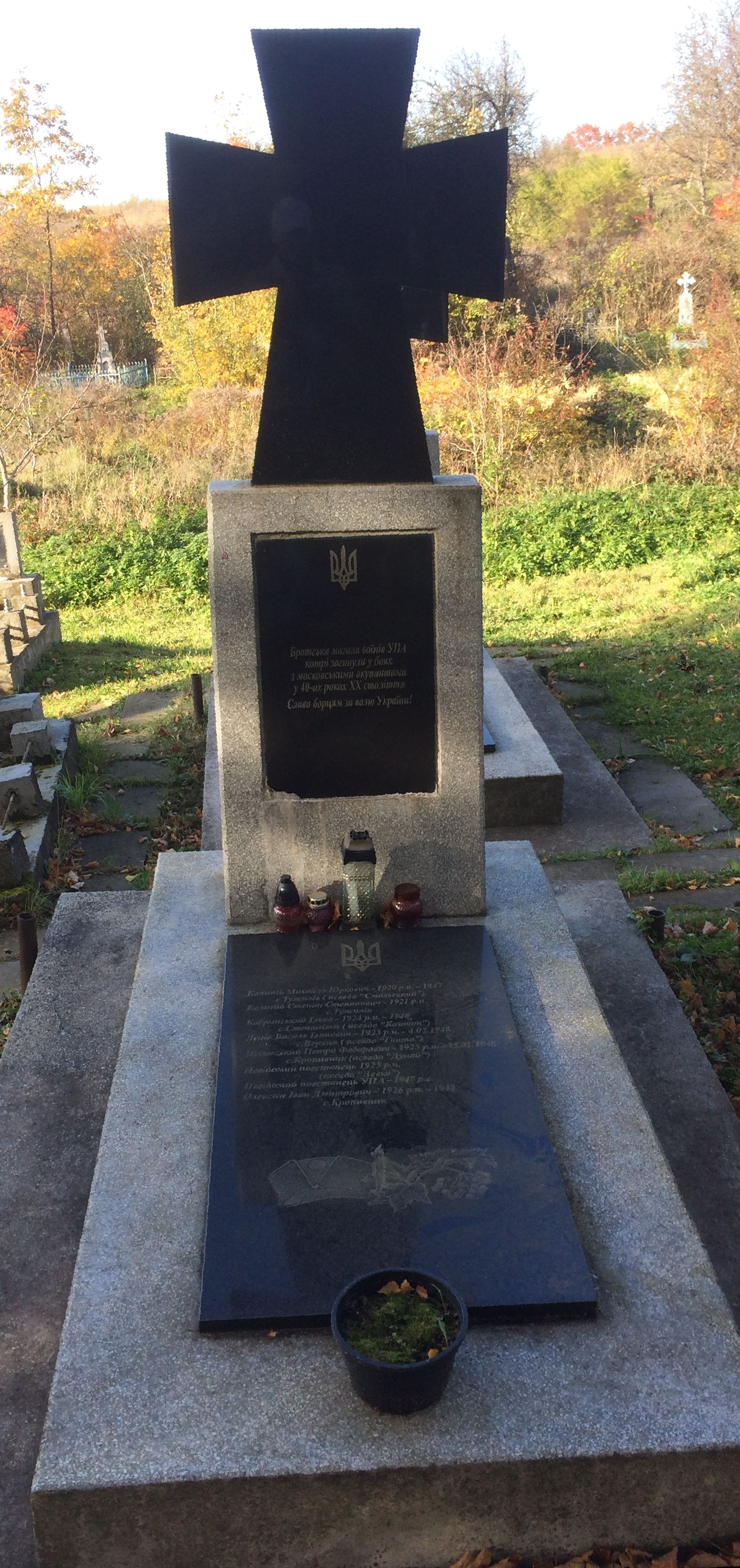
Братська могила воїнів ОУН-УПА в Калуші
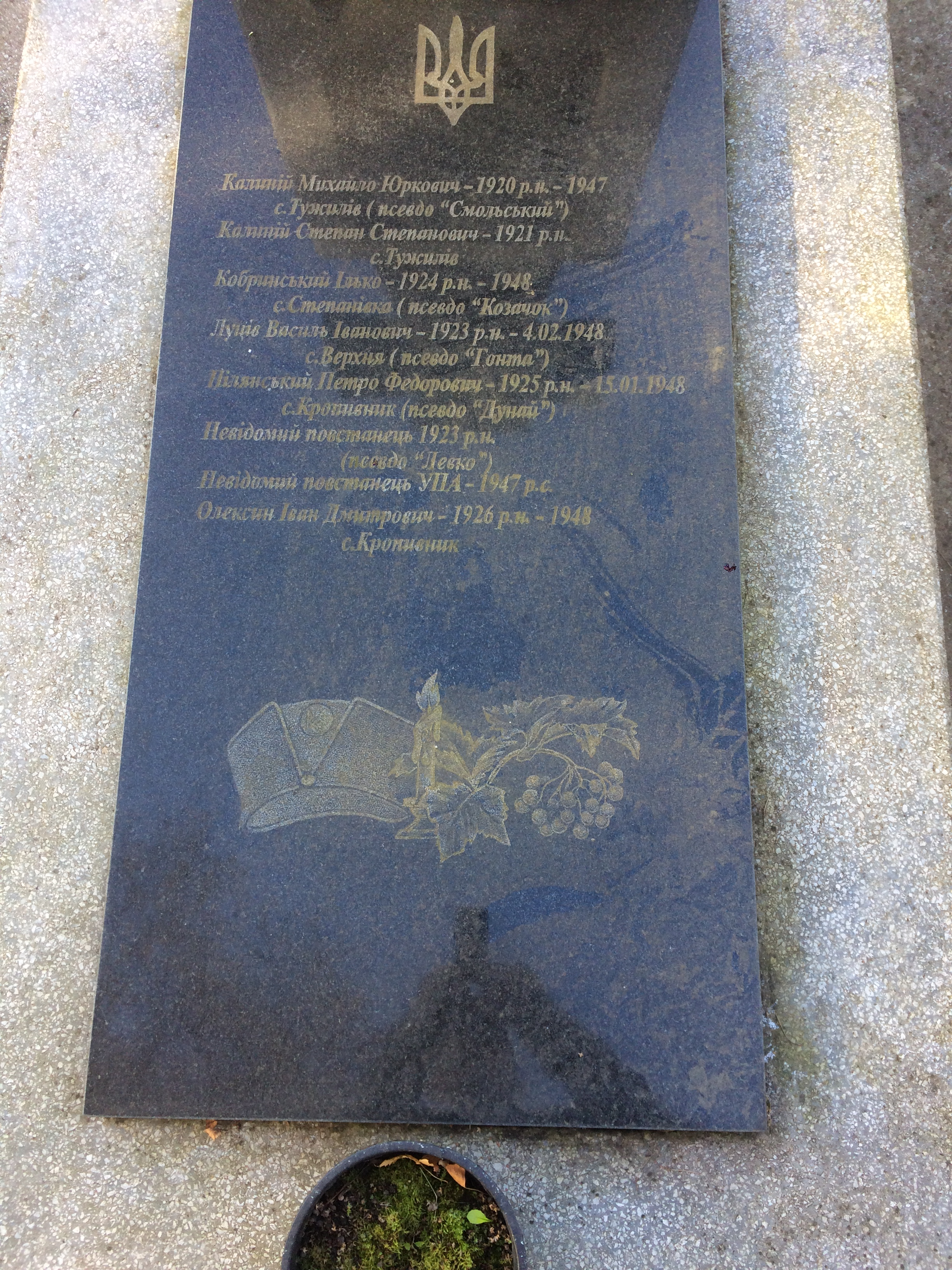
Стела братської могили повстанців

В селі утримувалася висока національна свідомість і жителі активно брали участь в УПА. В січні 1946 р. для боротьби з УПА в кожному селі був розміщений гарнізон НКВД, у Кропивнику — з 60 осіб (на допомогу готові були 1300 в Калуші). 19 вересня 1950 р. рішенням Калуського райвиконкому № 372 утворено колгосп імені Хрущова, куди загнали 336 селянських господарств.
З 1955 року на території села ведеться видобуток газу. У 1966—1995 р. вівся видобуток калійних солей — шахта «Ново-Голинь».

## Церква
Вперше церква святого Миколая згадується 1684 року в реєстрі катедратика (столового податку) без дати побудови. У протоколах генеральних візитацій Львівсько-Галицько-Камянецької єпархії 1740—1755 рр. сільська церква описується як нова дерев'яна, збудована парохом Стефаном 1735 року за підтримки парохіян. 
Наявна нині церква святого Миколая збудована в 1818 році на кам'яних фундаментах з великою банею в центрі та трьома малими по боках з залізними хрестами. Пам'ятка архітектури місцевого значення № 770. 
Австрійська армія конфіскувала в серпні 1916 р. у кропивницькій церкві 6 давніх дзвонів діаметром 97, 60, 50, 43, 36, 33 см, вагою 180, 104, 62, 35, 20, 19 кг, виготовлених у 1881, 1885, 1844, 1737, 1787 рр. Після війни польська влада отримала від Австрії компенсацію за дзвони, але громаді села грошей не перерахувала.
За роки незалежності поряд зі старою дерев'яною церквою споруджена нова мурована — найбільша на район.

## Населення
Населення за переписом 2001 року налічувалося 2239 осіб, 678 дворів.

### Мова
Розподіл населення за рідною мовою за даними перепису 2001 року:
| Мова       | Кількість | Відсоток |
| ---------- | --------- | -------- |
| українська | 2236      | 99.87%   |
| російська  | 3         | 0.13%    |
| Усього     | 2239      | 100%     |

## Соціальна сфера
- Народний дім;

- Амбулаторія;

- Школа І-ІІ ст.[15][16] на 480 учнівських місць;

- Дитсадок[17].

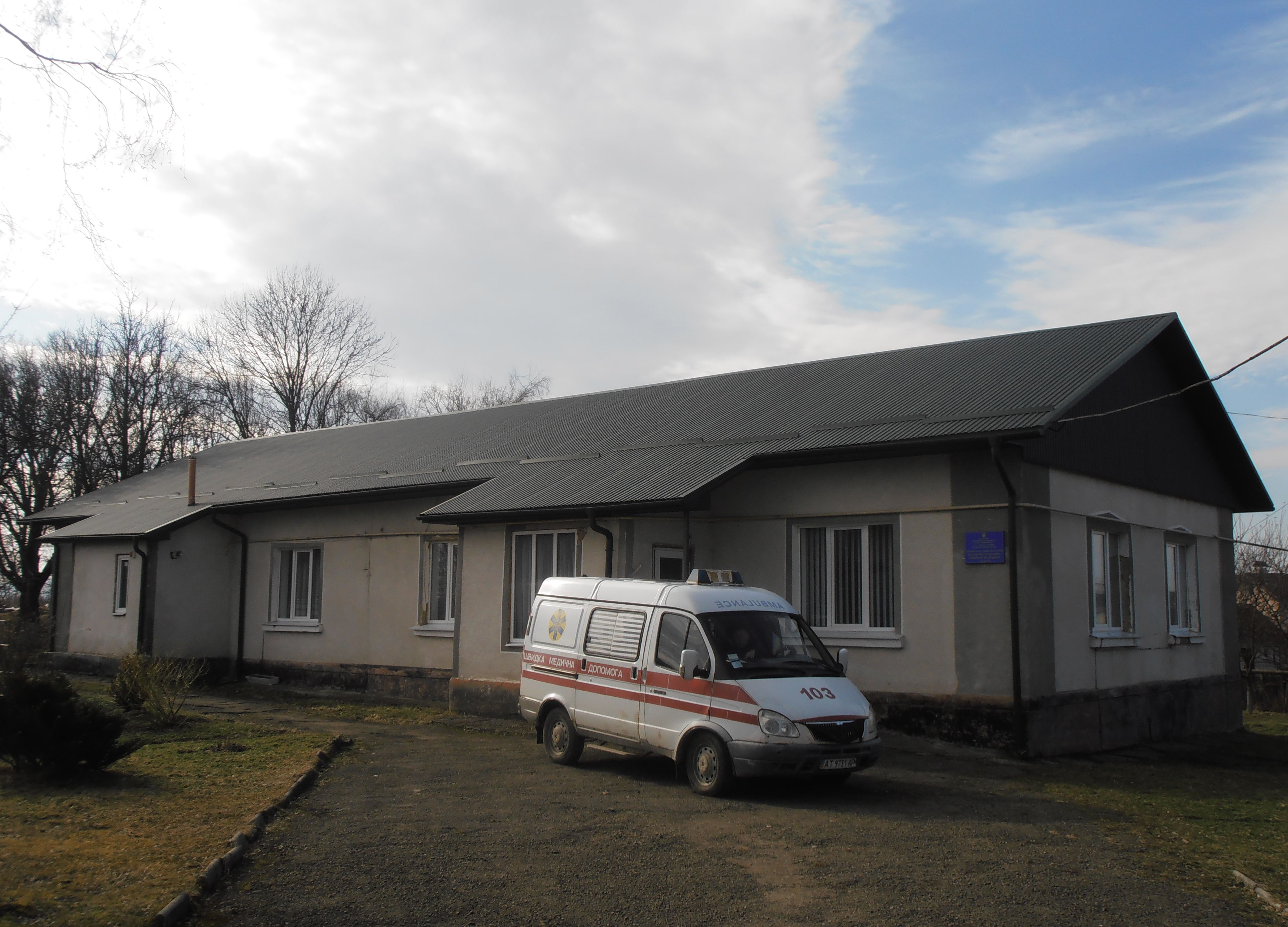
Амбулаторія
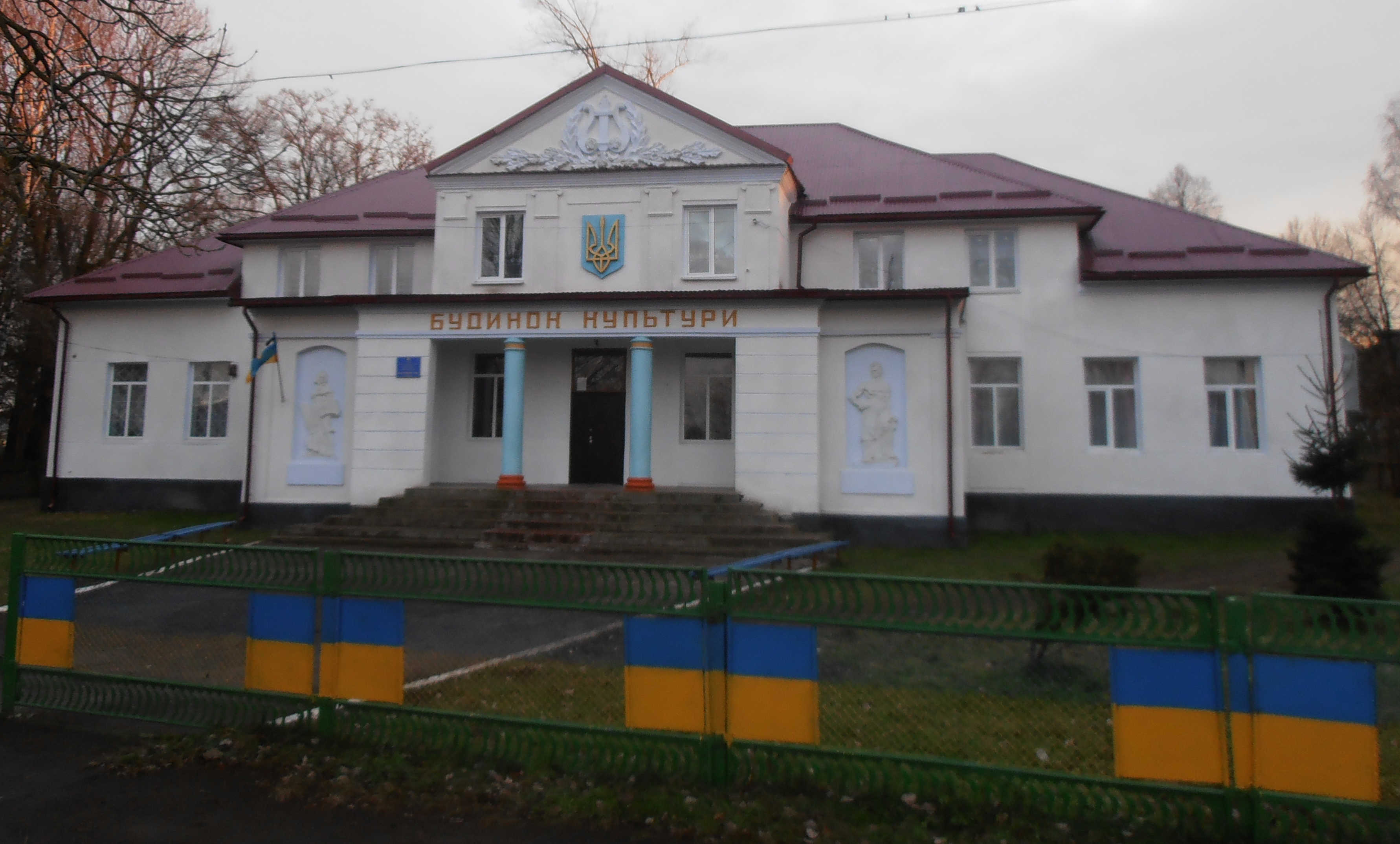
Народний дім
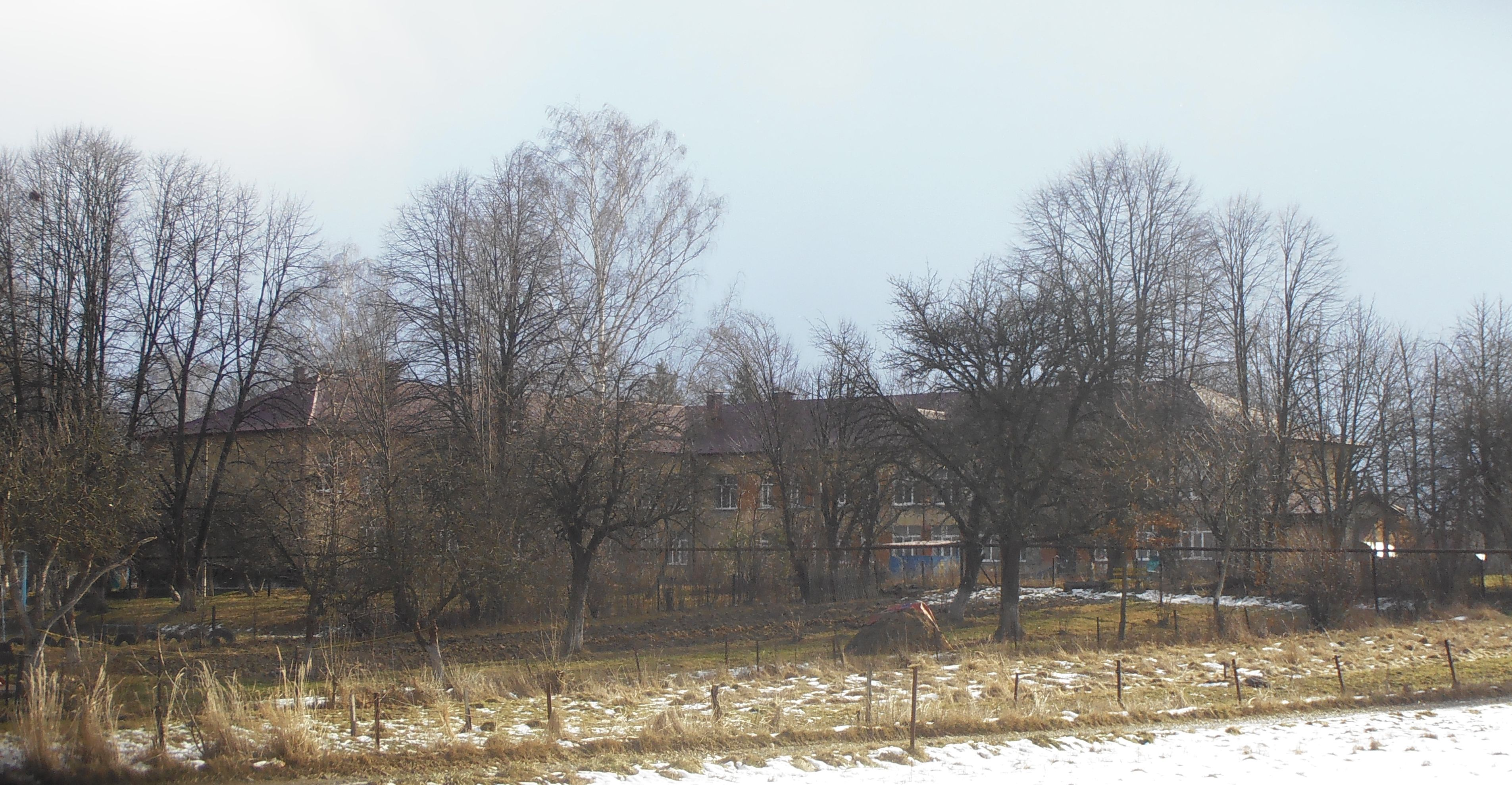
Школа
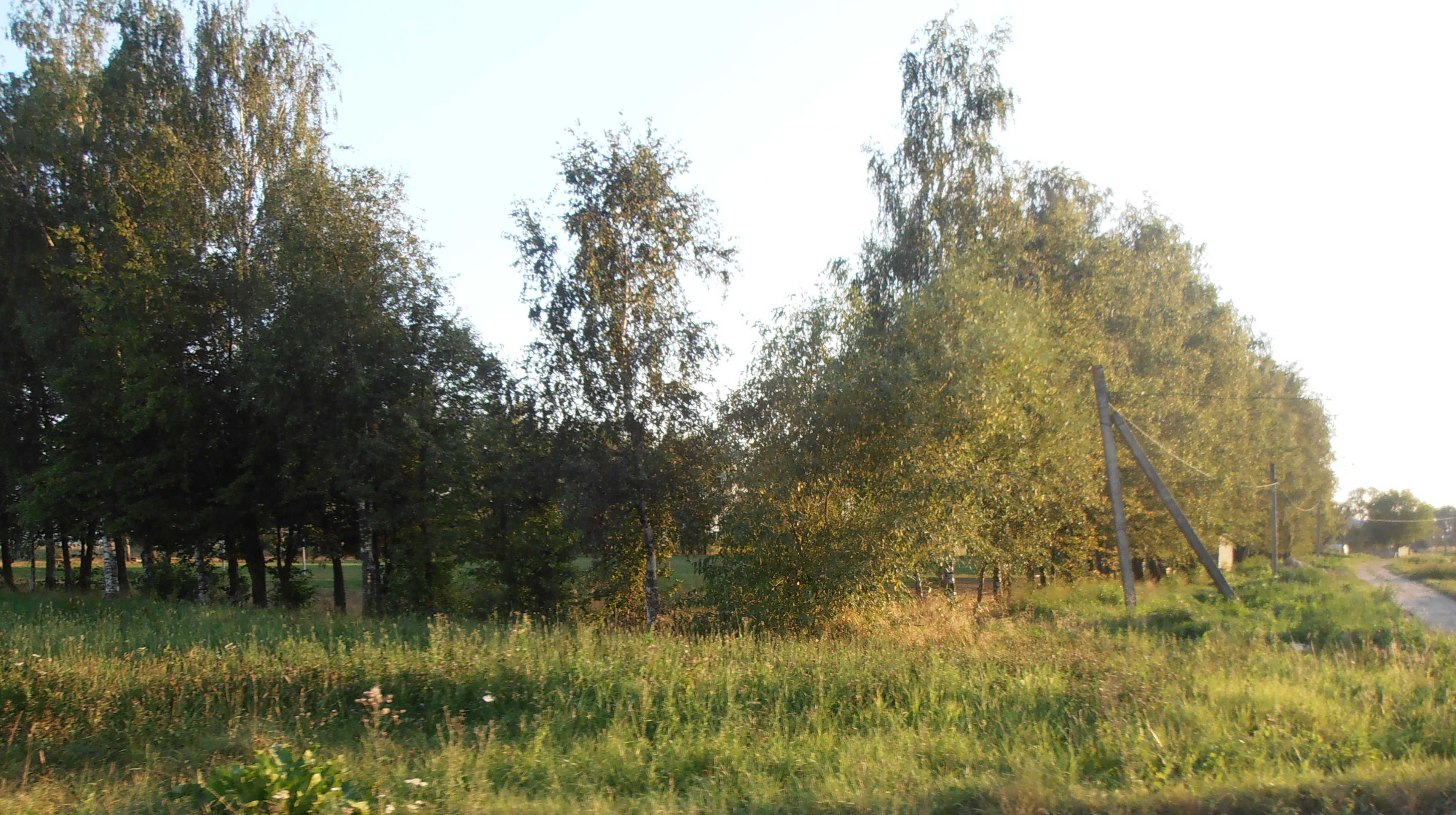
Стадіон
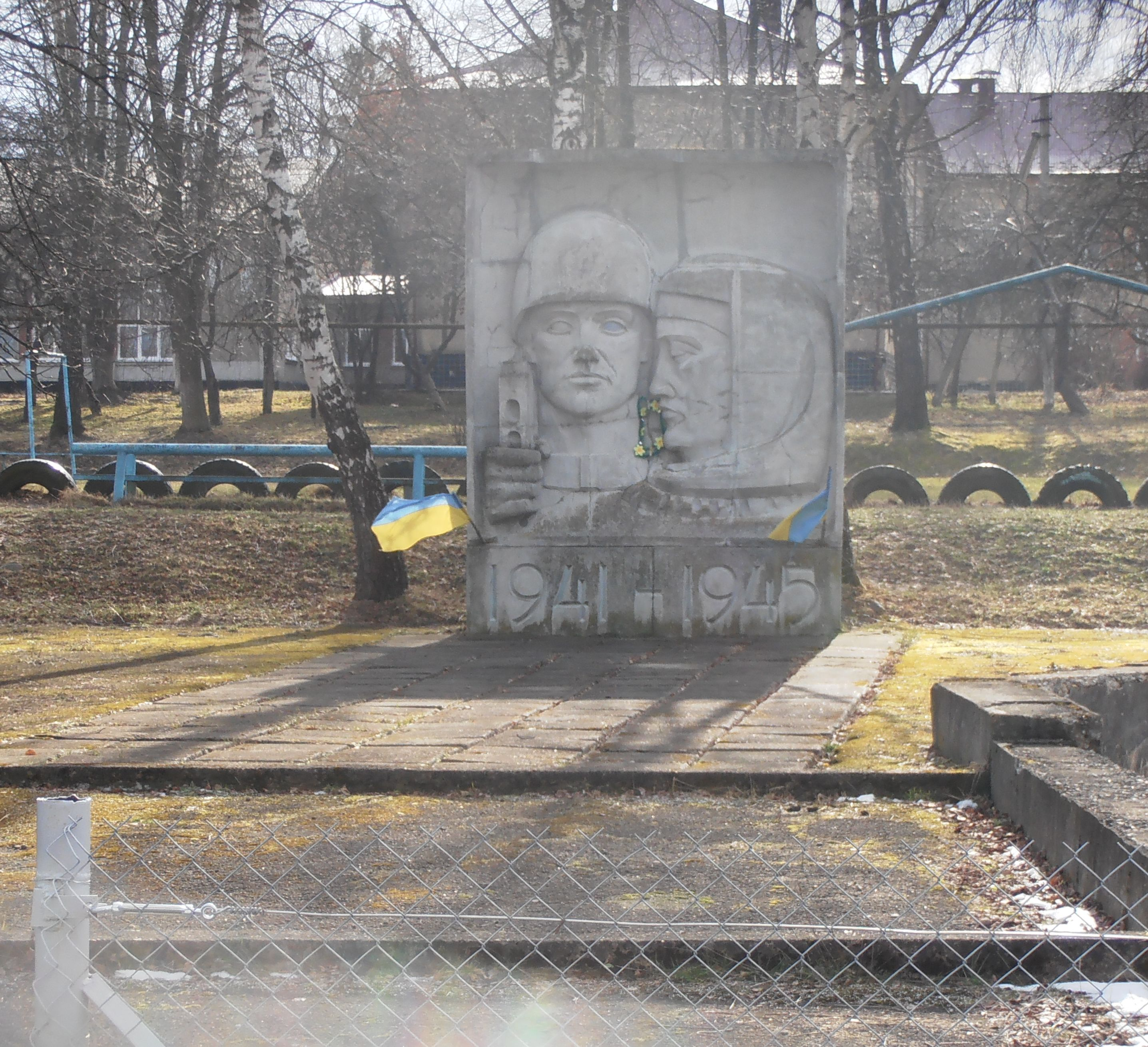
Радянський монумент

## Зона надзвичайної екологічної ситуації

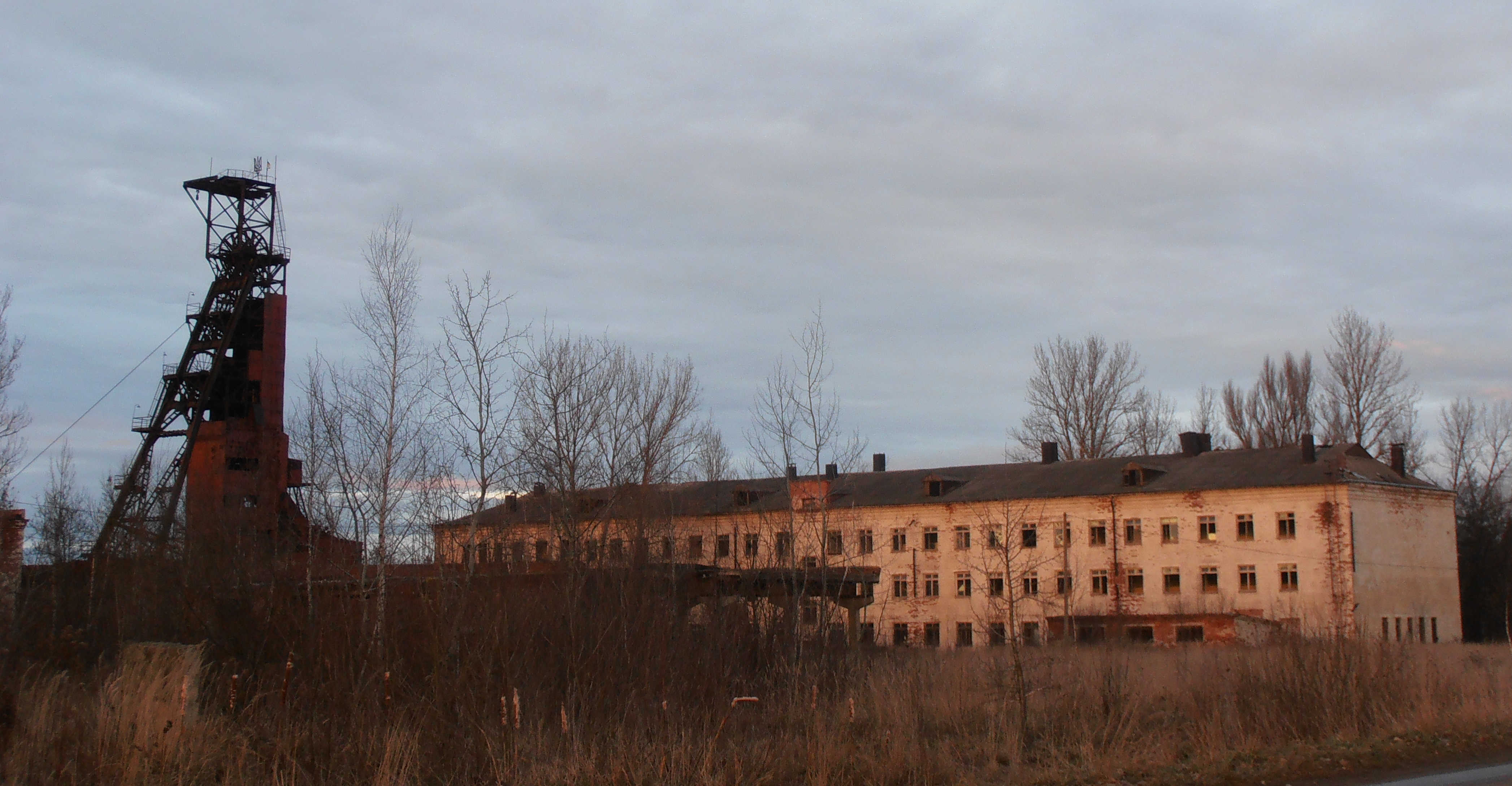
Покинутий рудник Новоголинь

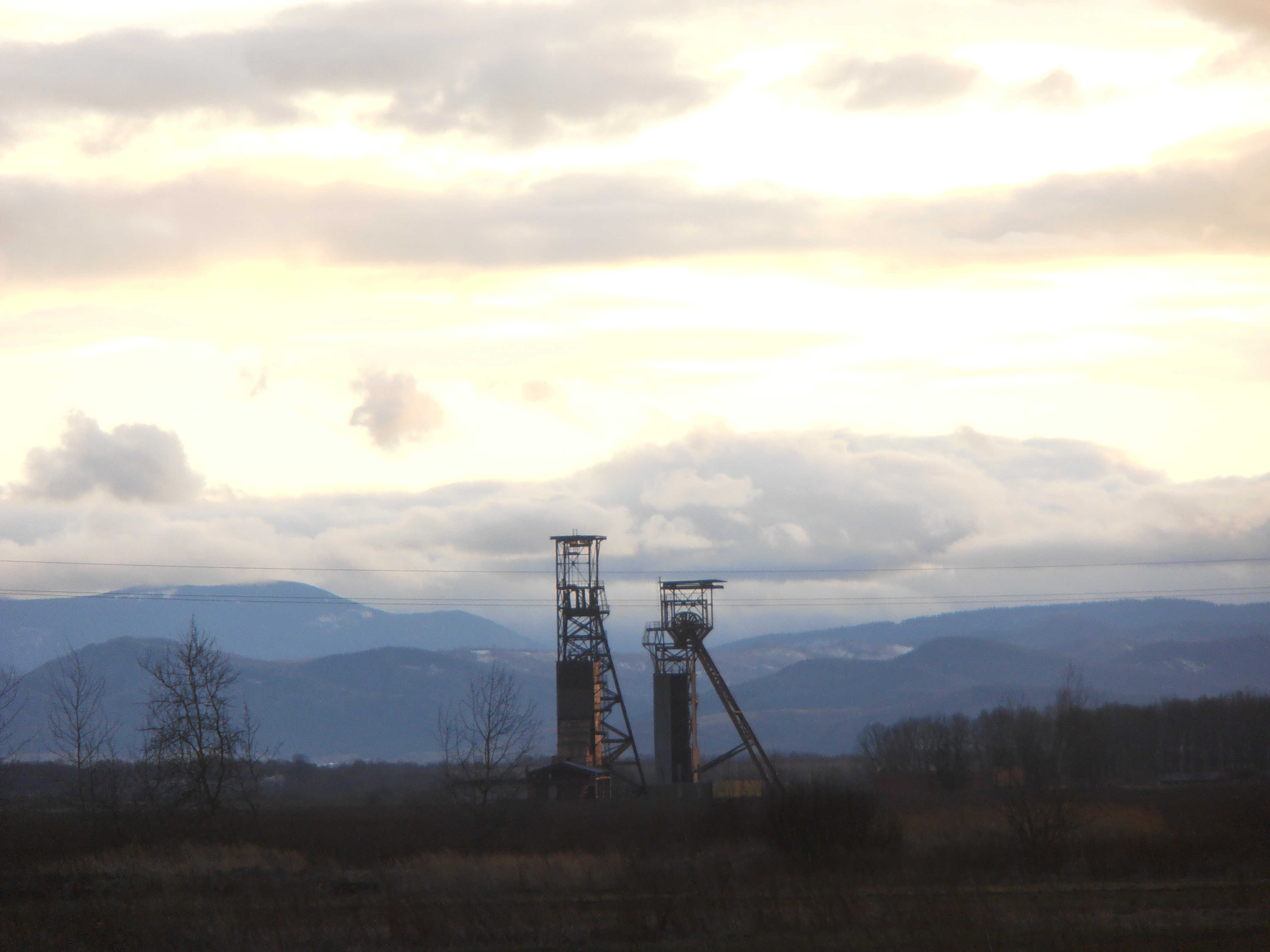
Недобудована шахта

Внаслідок прийнятих за часів СРСР неправильних рішень щодо розташування й експлуатації хвостосховищ, відвалів, акумулюючих ємностей та способу ліквідації шахтних порожнин, що утворилися в результаті господарської діяльності хімічних підприємств у Калуському районі, було порушено екологічну рівновагу в товщі гірських порід Калуш-Голинського родовища калійних солей. Це спричинило численні провали земної поверхні над площею шахтних полів у Калуші, руйнування будинків і комунікацій, засолення водоносних горизонтів у місті, селах Кропивник і Сівка-Калуська.
В лютому 2010 екологічній ситуації у місті було присвячено засідання РНБОУ, за підсумками якого були прийняті указ президента і закон на його підтвердження.. Указом і законом передбачено, що Кабінет міністрів України має забезпечити невідкладно у зоні надзвичайної екологічної ситуації добровільне відселення людей з територій просідання земної поверхні, утворення провальних воронок, карстів, зсувів ґрунтів, з обов'язковим забезпеченням їх жилими приміщеннями для тимчасового, а в подальшому постійного проживання; здійснення запобіжних заходів щодо недопущення забруднення джерел питного водопостачання; здійснення технічних заходів з укріплення, гідроізоляції, зменшення динаміки приросту розсолів у Домбровському кар'єрі калійних руд. Крім того, уряд має здійснити укріплення дамби хвостосховища № 2 Калуш-Голинського родовища калійних солей; дослідження полігону захоронення токсичних відходів, розробку та здійснення комплексу заходів щодо локалізації джерела забруднення токсичними відходами навколишнього середовища та щодо ліквідації наслідків такого забруднення. Кабмін також має виділити у тижневий строк додаткові кошти місцевим бюджетам Калуша і Калуського району, інші матеріальні ресурси для нормалізації екологічного стану в зоні надзвичайної екологічної ситуації; установити суворий контроль за цільовим використанням фінансових та матеріальних ресурсів, які виділяються для виконання робіт щодо нормалізації обстановки у зоні надзвичайної екологічної ситуації тощо.

## Вулиці
У селі є вулиці:
- Богдана Хмельницького
- Василя Стефаника
- Голинська
- Зелена
- Івана Франка
- Калуська
- Лесі Українки
- Малицької
- Марка Вовчка
- Марка Черемшини
- Молодіжна
- Ольги Кобилянської
- Січових Стрільців
- Спортивна
- Тараса Шевченка
- Федуна
- Шахтарська

## Відомі люди
- Малицька Костянтина Іванівна (літературний псевдонім Чайка Дністрова) — українська письменниця, педагог, діячка культурно-освітніх товариств у Галичині;
- 22 червня 1940 р. совіцький «Народний суд Калуського району» на відкритому судовому засіданні оголосив вирок Бреславському Павлу з Кропивника. Він мав, як зазначено у «вироку», до 50 моргів землі, 2-3 коней, воли, 5-6 корів та різного молодняка — 10-15 штук. В його господарстві завжди працювало 3-4 постійні наймити та 10-15 сезонних робітників. Бреславського засудили до «5 років позбавлення волі в далеких місцевостях з обмеженням у правах на 3 роки та конфіскацією всього майна». НКВДисти вивезли і дотепер родина не має інформації щодо подальшої долі чоловіка.